# Gwen Guthrie
Gwendolyn Guthrie (Newark, 9 luglio 1950 – 3 febbraio 1999) è stata una cantautrice e pianista statunitense.

## Biografia
Gwen Guthrie ha avviato la sua carriera musicale a inizio anni 70 come membro di gruppi come gli Ebonettes e i Matchmakers. Dopo essere stata soprannominata "regina del Paradise Garage", nel 1986 è stata pubblicata la sua più grande hit, Ain't Nothin' Goin' On but the Rent, che ha raggiunto la vetta della Hot Dance Club Play e della classifica neozelandese, la 42ª posizione della Billboard Hot 100, la 5ª nella graduatoria britannica e la 6ª in quella irlandese. La canzone è contenuta nel suo quarto album Good to Go Lover, entrato nella Billboard 200 alla numero 89. Successivamente ha realizzato una cover di (They Long to Be) Close to You, la quale si è spinta fino al 25º posto nel Regno Unito.
La cantante è morta il 3 febbraio 1999 all'età di 48 anni.

## Discografia

### Album in studio
- 1982 – Gwen Guthrie
- 1983 – Portrait
- 1985 – Just for You
- 1986 – Good to Go Lover
- 1988 – Lifeline
- 1990 – Hot Times

### Raccolte
- 1987 – Ticket to Ride
- 1999 – Ultimate Collection

### Extended play
- 1985 – Padlock

### Singoli
- 1981 – Nothing but Love (con Peter Tosh)
- 1982 – It Should Have Been You
- 1982 – Peek-A-Boo
- 1982 – For You (with a Melody Too)
- 1983 – Peanut Butter
- 1983 – Hopscotch
- 1984 – Say Yeah (con Oattes Van Schaik)
- 1984 – Love in Moderation
- 1985 – Just for You
- 1985 – Seventh Heaven
- 1986 – Ain't Nothin' Goin' on But the Rent
- 1986 – Outside in the Rain
- 1986 – Good to Go Lover
- 1986 – (They Long to Be) Close to You
- 1987 – Friends & Lovers (con Baris Gardiner)
- 1987 – Ticket to Ride
- 1988 – Family Affair
- 1988 – Can't Love You Tonight
- 1988 – Rockin' Chair
- 1990 – Miss My Love
- 1991 – Say It Isn't So
- 1991 – Sweet Bitter Love
- 1992 – Eyes (You Never Really Cared)
- 1993 – This Christmas Eve